# Теоремы Паппа — Гульдина
Теоре́мы Па́ппа — Гу́льдина — две теоремы о телах вращения, которые связывают их площадь и объём с длиной окружности, описываемой барицентром. Сформулированы Паппом Александрийским (доказательства он не привёл). Первое известное доказательство принадлежит Паулю Гульдину (1640).

## Первая теорема Паппа — Гульдина (о площади поверхности вращения)
Площадь поверхности тела, образованного вращением плоской линии (замкнутой или незамкнутой) вокруг оси, лежащей в плоскости этой линии и не пересекающей её, равна произведению длины вращающейся линии на длину окружности, радиусом которой служит расстояние от оси до барицентра линии.

## Вторая теорема Паппа — Гульдина (об объёме тела вращения)
Объём тела, образованного вращением плоской фигуры вокруг оси, расположенной в той же плоскости и не пересекающей фигуру, равен площади фигуры, умноженной на длину окружности, радиусом которой служит расстояние от оси вращения до барицентра фигуры.

## Доказательство

### Лемма
Пусть в плоскости по одну сторону от прямой расположено несколько материальных точек одинаковой массы. Тогда центр тяжести этой системы точек удалён от прямой {\displaystyle l} на расстояние, равное среднему арифметическому расстояний этих точек от прямой {\displaystyle l}.
Доказательство: Докажем лемму методом математической индукции. Обозначим число точек через {\displaystyle n}, сами точки через {\displaystyle M_{1}}, {\displaystyle M_{2}}, …, {\displaystyle M_{n}}, массу каждой точки через {\displaystyle m}, а расстояния точек от прямой {\displaystyle l} через {\displaystyle r_{1}}, {\displaystyle r_{2}}, …, {\displaystyle r_{n}}.
Для {\displaystyle n=1}, утверждение леммы очевидно.
Пусть лемма верна для {\displaystyle n-1} точки. Тогда их центр тяжести {\displaystyle P} находится на расстоянии
{\displaystyle r={\frac {r_{1}+r_{2}+...+r_{n-1}}{n-1}}}.
Заменим систему материальных точек {\displaystyle M_{1}}, {\displaystyle M_{2}}, …, {\displaystyle M_{n-1}} точкой {\displaystyle P}, сосредоточив в ней массу, равную {\displaystyle (n-1)m}. Остаётся найти центр тяжести {\displaystyle O} двух материальных точек {\displaystyle P} и {\displaystyle M_{n}}. Так как точка {\displaystyle P} имеет массу {\displaystyle (n-1)m}, а точка {\displaystyle M_{n}} — массу {\displaystyle m}, то
{\displaystyle PO:OM_{n}=1:(n-1)}.
Следовательно, если {\displaystyle r^{*}} — расстояние от точки {\displaystyle O} до прямой (рис. 1), то
{\displaystyle (r-r^{*}):(r^{*}-r_{n})=1:(n-1)},
откуда
{\displaystyle r^{*}={\frac {(n-1)r+r_{n}}{n}}={\frac {r_{1}+r_{2}+...+r_{n-1}+r_{n}}{n}}}
Таким образом, утверждение леммы справедливо для {\displaystyle n} материальных точек.

### Доказательство первой теоремы Паппа — Гульдина
Прежде всего докажем, что эта теорема справедлива, если кривая, о которой идет речь в теореме, является {\displaystyle n}-звенной ломаной, у которой все звенья имеют одну и ту же длину {\displaystyle m}. Середины звеньев ломаной обозначим через {\displaystyle M_{1}}, {\displaystyle M_{2}}, …, {\displaystyle M_{n}}, а расстояния от этих точек до прямой {\displaystyle l} — через {\displaystyle r_{1}}, {\displaystyle r_{2}}, …, {\displaystyle r_{n}}. При вращении рассматриваемой ломаной вокруг прямой {\displaystyle l} получается поверхность , состоящая из {\displaystyle n} частей, каждая из которых представляет собой боковую поверхность усеченного конуса. Так как боковая поверхность усечённого конуса равна произведению длины образующей на длину окружности среднего сечения, то площадь получившейся фигуры вращения равна
{\displaystyle S=m\cdot 2\pi r_{1}+m\cdot 2\pi r_{2}+\ldots +m\cdot 2\pi r_{n}}.
Замечая, что длина рассматриваемой ломаной равна {\displaystyle P=mn}, можно переписать выражение для площади
{\displaystyle S=P\cdot 2\pi R},
где
{\displaystyle R={\frac {r_{1}+r_{2}+...+r_{n}}{n}}},
но центр тяжести ломаной, то есть центр тяжести точек {\displaystyle M_{1}}, {\displaystyle M_{2}}, …, {\displaystyle M_{n}}, в каждой из которых сосредоточена масса {\displaystyle m}, согласно лемме, отстоит от прямой {\displaystyle l} на расстоянии {\displaystyle R}. Это означает, что в рассматриваемом частном случае первая теорема Паппа — Гульдина справедлива.
Теперь рассмотрим произвольную линию {\displaystyle K}, при вращении которой при вращении вокруг оси {\displaystyle l} получается поверхность {\displaystyle Q}. Впишем в неё ломаную {\displaystyle L}, содержащую {\displaystyle m} звеньев. При вращении {\displaystyle L} вокруг оси {\displaystyle l} получим поверхность {\displaystyle T}, площадь которой равна {\displaystyle S=P\cdot 2\pi R}, где {\displaystyle P} — длина ломаной {\displaystyle L}, а {\displaystyle R} — расстояние от центра тяжести ломаной {\displaystyle L} до оси вращения {\displaystyle l}.
Если считать {\displaystyle m\to 0}, то длина ломаной {\displaystyle L} будет стремиться к длине линии {\displaystyle K}, площадь поверхности {\displaystyle T} будет стремиться к площади поверхности {\displaystyle Q}, центр тяжести ломаной {\displaystyle L} будет стремиться к центру тяжести кривой {\displaystyle K}. Так как для любого {\displaystyle m} соотношение {\displaystyle S=P\cdot 2\pi R} справедливо для {\displaystyle L}, то переходя к пределу {\displaystyle m\to 0}, найдем, что оно справедливо и для кривой {\displaystyle K}.